# Chrysolarentia heteroleuca
Chrysolarentia heteroleuca là một loài bướm đêm thuộc họ Geometridae. Loài này có ở Úc, bao gồm Tasmania.